# Alexandre De Bruyn
Alexandre De Bruyn (4 giugno 1994) è un calciatore belga, centrocampista o attaccante del Crossing Schaerbeek.

## Carriera
Cresciuto nel settore giovanile dell'Anderlecht, ha esordito fra i professionisti il 7 agosto 2016 disputando l'incontro di seconda divisione belga pareggiato 0-0 contro l'OH Lovanio.